# 達米揚·斯托揚諾夫斯基
達米揚·斯托揚諾夫斯基（1987年12月9日—），北馬其頓籃球運動員，現在效力於北馬其頓球隊KK MZT Skopje Aerodrom。他也代表北馬其頓國家男子籃球隊參賽。他的雙胞胎兄弟 沃伊丹·斯托揚諾夫斯基也是一位籃球運動員。